# Nic France
Nic France (Standon (Hertfordshire), 30 maart 1956) is een Britse jazzmuzikant (drums, percussie, steeldrums, piano).

## Biografie
France begon piano te spelen op 7-jarige leeftijd en kort daarna viool. Hij kreeg tussen 1964 en 1969 een uitgebreide muzikale opleiding als koorknaap in Ely. Op 14-jarige leeftijd wendde hij zich als autodidact tot de drums. In 1976 begon hij muziek te studeren aan het Cambridge College of Arts and Technology. Tijdens zijn studie maakte hij kennis met Chucho Merchan, met wie hij later ook samenwerkte. Hij kreeg ook de kans om musici als Gordon Beck, Martin Taylor en Tony Coe te begeleiden.
In 1980 verhuisde hij naar Londen, waar hij in 1982 lid was van Ian Carrs Nucleus (Awakening, 1980). Hij werkte ook samen met Ronnie Scott, John Taylor, Allan Holdsworth, Jim Mullen en Bobby Wellins, maar ook met Mose Allison, L. Shankar, Hank Crawford, David 'Fathead' Newman en Billy Cobham. In 1984 was hij een van de oprichters van Loose Tubes met Django Bates, John Parricelli, Chris Batchelor, Mark Lockheart en Iain Ballamy. Hij speelde ook van 1984 tot 1986 met Working Week, waarmee hij op verschillende Europese tournees speelde en drie albums opnam, en met Tim Whitehead. Hij bleef samenwerken met Bill Withers en enkele jaren met Tanita Tikaram. Sinds het midden van de jaren 1990 speelde hij met Annie Lennox, Antonio Forcione, Ian Shaw, Christie Hennessey, Pete Jacobsen en met Tim Garlands Lammas. In 2001/2 ging hij op tournee met David Gilmour en gasten Kate Bush, Bob Geldof en Robert Wyatt. Hij speelde ook met Andy Sheppard, Nigel Kennedy, Barb Jungr, Terry Callier, Julian Lloyd Webber en in 2009 met Charlie Hadens Liberation Music Orchestra. Hij was ook gastmuzikant in de NDR-bigband. Hij is instrumentaal docent aan de Anglia Ruskin University, Cambridge en heeft vele workshops en zomercursussen geleid.